# Sønderup (Rebild Kommune)
Sønderup ist ein Ort im Norden der dänischen Halbinsel Jütland. Er gehört zur Gemeinde Rebild in der Region Nordjylland und zählt 0 Einwohner (Stand 1. Januar 2025).

## Entwicklung der Einwohnerzahl
| Jahr           | Einwohner |
| -------------- | --------- |
| 1. Januar 1976 | 325       |
| 1. Januar 1981 | 280       |
| 1. Januar 1986 | 280       |
| 1. Januar 1990 | 270       |
| 1. Januar 1996 | 272       |
| 1. Januar 2000 | 243       |
| 1. Januar 2004 | 253       |
| 1. Januar 2008 | 254       |
| 1. Januar 2009 | 257       |
| 1. Januar 2010 | 248       |

## Verwaltungszugehörigkeit
- bis 31. März 1970: Landgemeinde Sønderup-Suldrup, Ålborg Amt
- 1. April 1970 bis 31. Dezember 2006: Støvring Kommune, Nordjyllands Amt
- seit 1. Januar 2007: Rebild Kommune, Region Nordjylland